# Nowe Racibory (województwo podlaskie)
Nowe Racibory – wieś w Polsce położona w województwie podlaskim, w powiecie wysokomazowieckim, w gminie Sokoły.
W latach 1975–1998 miejscowość administracyjnie należała do województwa łomżyńskiego.
| SIMC    | Nazwa    | Rodzaj    |
| ------- | -------- | --------- |
| 0406038 | Kolejowa | część wsi |

Wierni kościoła rzymskokatolickiego należą do parafii  Wniebowzięcia NMP w Sokołach.

## Historia
W I Rzeczypospolitej miejscowość należała do ziemi bielskiej.
W roku 1827 liczyła 4 domy i 19 mieszkańców. Pod koniec XIX w. wieś drobnoszlachecka w powiecie mazowieckim, gmina Piekuty, parafia Sokoły.
W 1921 r. Racibory Nowe. Naliczono tu 27 budynków z przeznaczeniem mieszkalnym i 1 inny zamieszkały oraz 193 mieszkańców (89 mężczyzn i 104 kobiety). Wszyscy podali narodowość polską.

## Współcześnie
We wsi i w Porośli-Wojsławy znajduje się stacja Racibory kolei Białystok – Warszawa.